# Karl Heinemann
Karl Heinemann, född den 9 mars 1857, död den 4 juli 1927, var en tysk litteraturhistoriker.
Heinemann, som sedan 1882 var överlärare vid gymnasiet i Leipzig, var 1892–93 redaktör av "Blätter für literarische Unterhaltung" och erhöll 1899 titeln professor. 
Heinemann författade Goethes Mutter (1891; 7:e upplagan 1904), Goethe (2 band, 1895; 3:e upplagan 1903) och utgav en kommenterad upplaga av Goethes arbeten (1900 ff.), Klopstocks oden med mera.
Asteroiden 2016 Heinemann är uppkallad efter honom.